# فرودگاه ساسکس
فرودگاه ساسکس (به انگلیسی: Sussex Aerodrome) یک فرودگاه همگانی است که یک باند فرود شن دارد و طول باند آن ۹۷۵ متر است. این فرودگاه در کشور ایالات متحده آمریکا قرار دارد و در ارتفاع ۱۴۲ متری از سطح دریا واقع شده است.